# Hilter
Hilter là một đô thị của district Osnabrück, Lower Saxony, Đức. Đô thị này có diện tích 52,6 km². Đô thị này nằm ở đồi rừng Teutoburg. Dân số năm 2004 là 10.179 người.
Đô thị này được lập ngày 14 tháng 7 năm 1972 thông qua việc sáp nhập các đô thị Borgloh, Hankenberge và Hilter.